# دابرووا گورنا (استان اشوی‌داشکسیه)
دابرووا گورنا (به لهستانی: Dąbrowa Górna) یک منطقهٔ مسکونی در لهستان است که در گمینا بوزنتن واقع شده‌است.